# Tumulus van Vaux
De Tumulus van Vaux (lokaal aangeduid met Al Tombe) is een Gallo-Romeinse grafheuvel bij Vaux-et-Borset in de Belgische provincie Luik in de gemeente Villers-le-Bouillet. De heuvel ligt ten noorden van Vaux aan de weg van Vaux naar Les Waleffes.

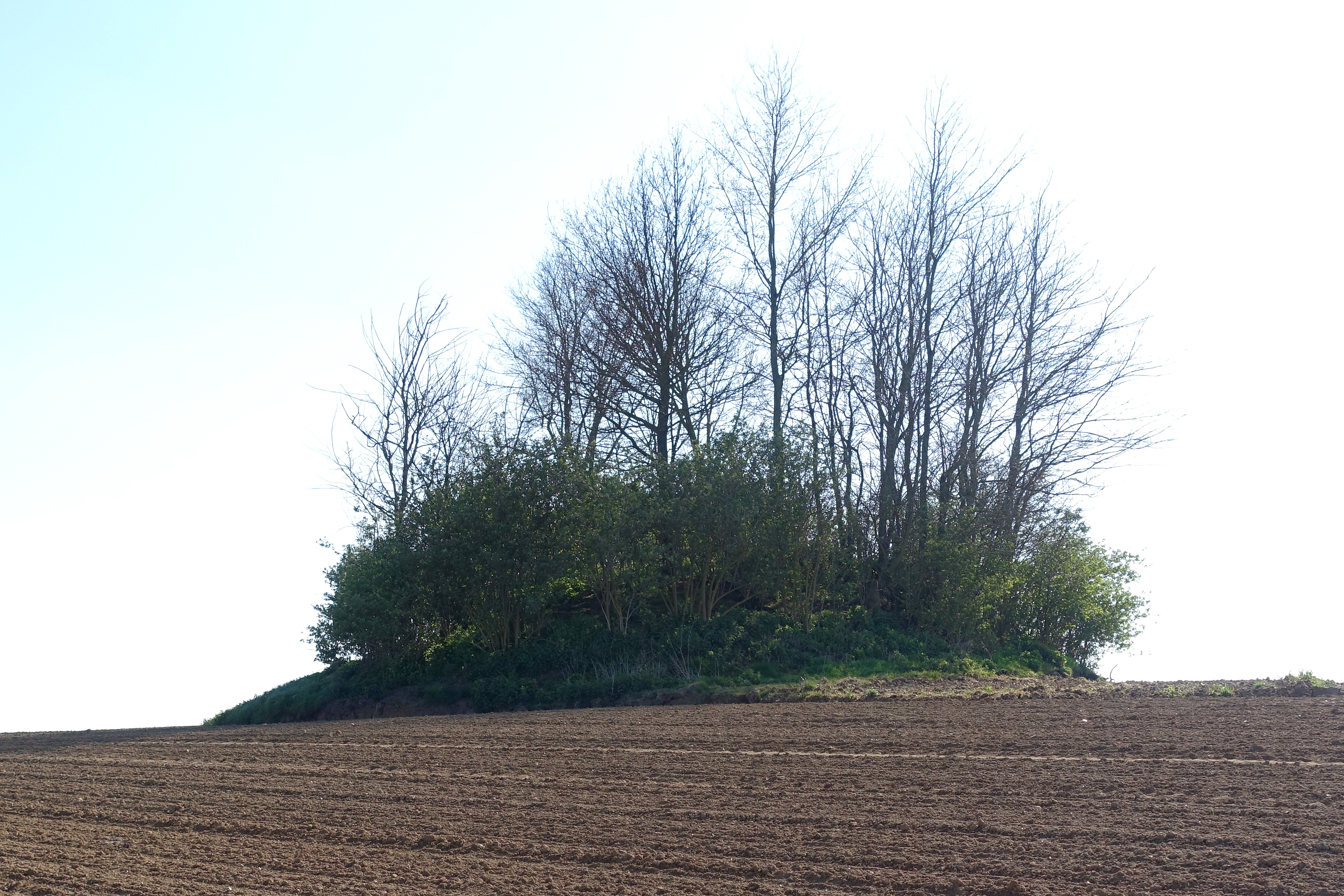